# Roero (Piemont)
Der Roero (piemontesisch: Roé) ist eine italienische Landschaft im Piemont südlich von Turin.

## Geografie

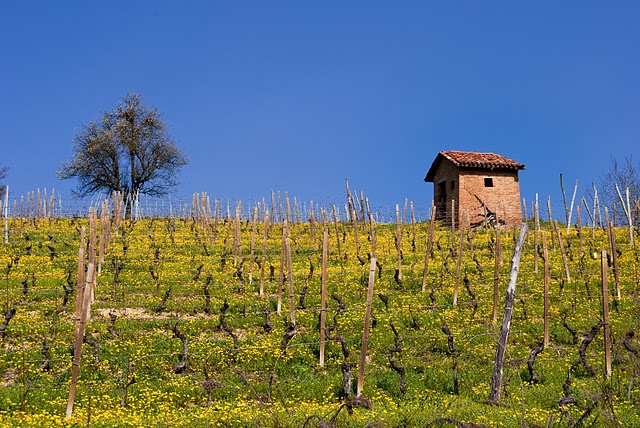
Weinberg bei Priocca

Sie bildet den nordöstlichen Teil der Provinz Cuneo zwischen Poebene und dem östlich angrenzenden Hügelland der Langhe und liegt zwischen den Flüssen Tanaro, Stura di Demonte und  Maira.
Der Name stammt von der gleichnamigen Adelsfamilie Roero, die seit dem Mittelalter über mehrere Jahrhunderte dieses Gebiet beherrschte. Bekannt ist die Gegend für den gleichnamigen Wein.
Am 23. Mai 2000 wurde der Asteroid (8075) Roero nach der Landschaft benannt.

## Geschichte
Die Gegend war bereits zur Römerzeit besiedelt und wurde im Mittelalter unter verschiedenen Lokalfürsten aufgeteilt. Die Aleramiden, die sich in diesem Gebiet mit den Armeen von Asti und Alessandria bekämpften, besaßen einige isolierte Burgen auf den felsigen Hügeln. Besonderen Einfluss hatte jedoch die namensgebende Familie der Roero.

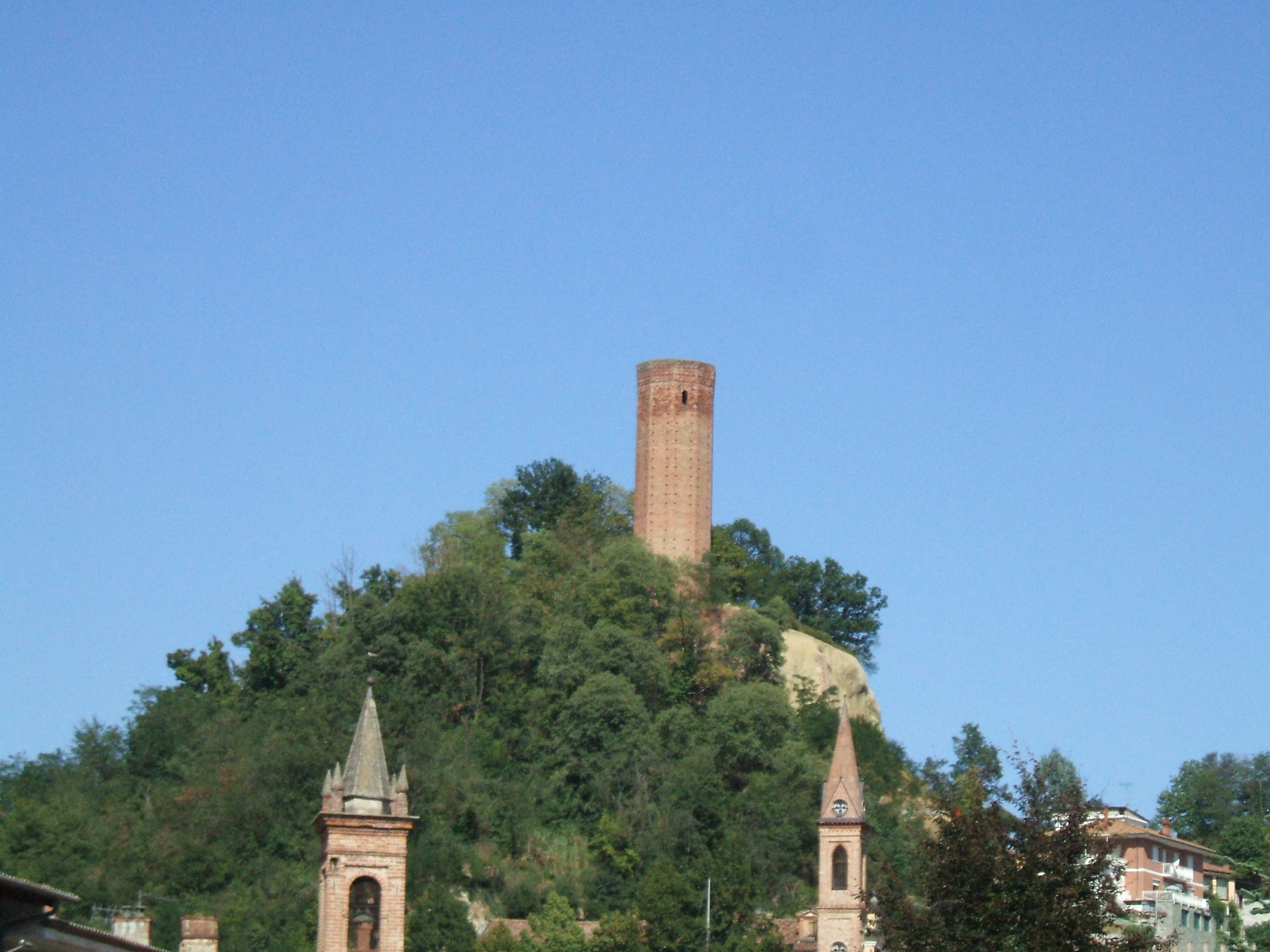
Der Turm von Corneliano d’Alba

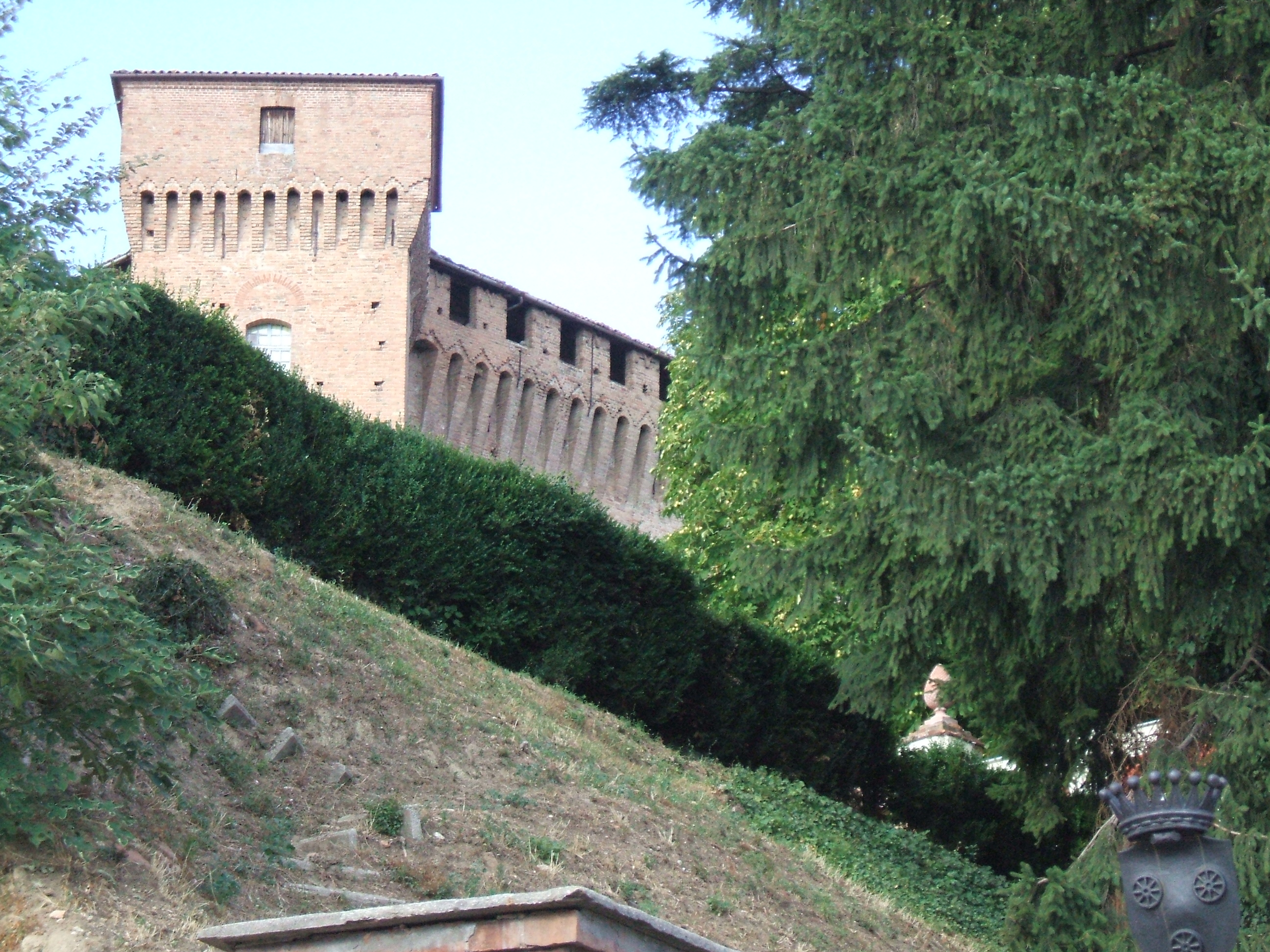
Die Burg von Monticello

## Orte
Die beiden Zentren der Region sind Bra und Canale. Außerdem befinden sich noch folgende Gemeinden auf dem Gebiet:
| - Baldissero d’Alba - Castagnito - Castellinaldo - Ceresole Alba - Cisterna d’Asti - Corneliano d’Alba - Guarene | - Magliano Alfieri - Montà - Montaldo Roero - Monteu Roero - Monticello d’Alba - Piobesi d’Alba - Pocapaglia | - Priocca - Sanfrè - Santa Vittoria d’Alba - Santo Stefano Roero - Sommariva del Bosco - Sommariva Perno - Vezza d’Alba |

## Weinbau
- Roero
- Roero Arneis
- Roero Arneis spumante
- Roero superiore